# Contea di Perry (Alabama)
La contea di Perry, in inglese Perry County, è una contea dello Stato dell'Alabama Stati Uniti. La popolazione al censimento del 2000 era di 11 861 abitanti. Il capoluogo di contea è Marion.

## Geografia fisica
La contea si trova nella parte centro-occidentale dell'Alabama. Lo United States Census Bureau certifica che l'estensione della contea è di 1 875 km², di cui 12 km² di acque interne.
La contea è parte della sezione fisiografica della Pianura Costiera. Le foreste nella parte settentrionale della contea coprono l’estremità meridionale dei monti Appalachi, mentre le colline e le valli lasciano spazio alle praterie erbose e alle terre agricole nella metà meridionale della contea. Il fiume Cahaba scorre attraverso la contea.

### Contee confinanti
- Contea di Bibb - nord
- Contea di Chilton - nord-est
- Contea di Dallas - sud-est
- Contea di Marengo - sud-ovest
- Contea di Hale - ovest

### Laghi, fiumi e parchi
La contea comprende i seguenti laghi, fiumi e parchi:
| Laghi | Fiumi | Parchi                                            | Parchi |
| --- | --- | ------------------------------------------------- | ------ |
| - Round Lake - Middle Lake - Vaughans Lake - Perry Lake - Lake Miriam - Joe Dozier Lake - Miller Brothers Lake Number Two - Miller Brothers Lake Number Three | - Frith Branch - Dry Creek - Smiths Branch - Fivemile Branch - Potato Patch Creek - Little Oakmulgee Creek - Stone Branch - Tayloe Branch - Taylor Creek | - Cahaba Picnic Area - Perry Lake Recreation Area |        |

## Storia
La contea di Perry venne costituita il 13 dicembre 1819. I territori appartenevano ai Creek. Il nome le è stato dato in onore al commodoro Oliver Hazard Perry della United States Navy, di Rhode Island.

## Principali strade ed autostrade
- U.S. Highway 80
- State Route 5
- State Route 14

## Società

### Evoluzione demografica
Abitanti censiti (migliaia)

## Comuni
- Marion (capoluogo) - city
- Uniontown - city